# Носовський Михайло Федорович
Носовський Михайло Федорович (16 листопада 1921, с. Миколаївка Верхньодніпровського повіту Катеринославської губернії, нині Дніпропетровської області – 1 грудня 2008, Дніпропетровськ, нині Дніпро)  — геолог,  доктор геолого-мінералогічних наук (1974), професор (1975). Заслужений діяч науки і техніки України (1998).

## Життєпис
Носовський Михайло Федорович народився 16 листопада 1921 року в селі Миколаївка Верхньодніпровського повіту Катеринославської губернії, нині Дніпропетровської області. Учасник Другої світової війни. У 1947 році закінчив Дніпропетровський університет. Працював у Дніпропетровському університеті: з 1952 до 1963 року – завідувачем відділу стратиграфії, з 1963 до 1988 року – директором НДІ геології, з 1974 до 1985 року – проректором з наукової роботи Університету. З його ініціативи у 1977 році в університеті відкрили геологічне відділення і створили кафедру геології.

### Кар'єра
- 1974 р. - доктор геолого-мінералогічних наук,
- 1975 р. - професор,
- 1998 р. - заслужений діяч науки і техніки України. Наукові дослідження у галузі стратиграфії кайнозойських відкладів України. Обґрунтував сучасну стратиграфічну схему олігоцену та неогену і створив уніфіковану стратиграфічну шкалу палеогену Півдня України. Представляв Україну на геологічних конгресах і симпозіумах зі стратиграфії кайнозою в Болгарії, Угорщині, Польщі, Румунії, Франції та Чехословаччині. Брав участь в укладанні «Стратиграфического словаря СССР. Палеоген. Неоген. Четвертичная система» (Ленинград, 1982).

## Основні праці
- Об «онкофоровом» морском бассейне на юге Украины // Докл. АН СССР. 1953. Т. 368, № 6;
- Стратотипы неогеновых ярусов Средиземноморья. Москва, 1975 (співавт.);
- Стратиграфия СССР. Палеогеновая система. Москва, 1975 (співавт.);
- Стратиграфія УРСР. Міоцен. Крим. Т. 10. К., 1975 (співавт.);
- Описание опорных скважин Борисфенского залива (Южная Украина). К., 1977;
- Neogene of Mediterranian Tethys and Paratethys. 10 maps. Wien, 1985; Региональная стратиграфическая шкала олигоцена Южной Украины // Отечествен. геология. 1998. № 3;
- Региональная стратиграфическая шкала майкопских отложений Равнинного Крыма // ГЖ. 2003. № 3